# Treinta y Uno de Diciembre
Treinta y Uno de Diciembre är en ort i Mexiko.   Den ligger i kommunen Venustiano Carranza och delstaten Chiapas, i den sydöstra delen av landet, 800 km öster om huvudstaden Mexico City. Treinta y Uno de Diciembre ligger 836 meter över havet och antalet invånare är 149.
Terrängen runt Treinta y Uno de Diciembre är huvudsakligen kuperad, men åt sydost är den platt. Runt Treinta y Uno de Diciembre är det ganska glesbefolkat, med 50 invånare per kvadratkilometer. Närmaste större samhälle är Venustiano Carranza, 3,7 km söder om Treinta y Uno de Diciembre. I omgivningarna runt Treinta y Uno de Diciembre växer huvudsakligen savannskog.